# Carlos Soler
Carlos Soler Barragán (Valencia, 1997. január 2. –) spanyol válogatott labdarúgó, a Paris Saint-Germain középpályása, de kölcsönben a West Ham Unitedben játszik.

## Pályafutása

### Klubcsapatokban
2005-ben, 8 évesen csatlakozott a Valencia akadémiájához, ahol csatár és középpályás posztokon mozgott. 2015. május 3-án mutatkozott be a tartalék együttesben a Cornellà ellen kezdőként. December 13-án első gólját is megszerezte, a Badalona elleni 2–2-s döntetlennel záruló bajnoki mérkőzésen. 2016. március 12-én meghosszabbította szerződését a klubbal és néhány nappal később az Európa-ligában a kispadon kapott lehetőséget a felnőtt együttesnél. Az Athletic Bilbao ellen 2–1-re megnyert nemzetközi mérkőzésen ülhetett a kispadon. December 12-én bemutatkozott a felnőttek között a bajnokságban a Real Sociedad a 78. percben Mario Suárez cseréjeként. A mérkőzést 3–2-re elvesztették idegenben. 2017. január 21-én a Villarreal ellen megszerezte első gólját.
2018 januárjában új szerződést írt alá a klubbal, amely 2021 nyaráig szólt és 80 millió euróra emelte a kivásárlási záradékát. 2019. december 17-én további két évvel meghosszabbította a szerződését, azaz 2013 nyaráig, valamint a kivásárlási záradékot 150 millió euróra emelték. 2020. november 8-án mesterhármast szerzett a Real Madrid ellen a bajnokságban.
2022. szeptember 1-jén a francia Paris Saint-Germain 2027 nyaráig szerződtette.
2024. augusztus 30-án a Premier League-ben szereplő West Ham United vette kölcsön a 2024–2025-ös szezon végéig

### A válogatottban
2016. január 20-án debütált a spanyol U19-es válogatottban az olasz U19-es válogatott elleni felkészülési mérkőzésen, a 60. percben Joan Sastre váltotta őt.
A 2017-es U21-es labdarúgó-Európa-bajnokságra utazó keretbe bekerült, úgyhogy előtte nem szerepelt mérkőzésen a spanyol U21-es labdarúgó-válogatottban. június 23-án az utolsó csoport mérkőzésen debütált a szerb U21-es labdarúgó-válogatott ellen. Az ezüstérmet szerző válogatottban a tornán ez volt az egyetlen mérkőzése. Tagja volt az ezüstérmes válogatottnak a 2020. évi olimpián.
2021-ben debütált a felnőtt válogatottban. 2021. szeptember 2-án, Svédország ellen 2–1-re elvesztett VB-selejtezőn debütált és egyben meg is szerezte első válogatott gólját.

## Statisztika

### Klubcsapatokban
2022. augusztus 29. szerint.
| Klub       | Szezon   | Bajnokság          | Bajnokság | Bajnokság | Kupa     | Kupa | Nemzetközi | Nemzetközi | Összesen | Összesen |
| Klub       | Szezon   | Bajnokság          | Mérkőzés  | Gól       | Mérkőzés | Gól  | Mérkőzés   | Gól        | Mérkőzés | Gól      |
| ---------- | -------- | ------------------ | --------- | --------- | -------- | ---- | ---------- | ---------- | -------- | -------- |
| Valencia B | 2014–15  | Segunda División B | 2         | 0         | 0        | 0    | —          | —          | 2        | 0        |
| Valencia B | 2015–16  | Segunda División B | 28        | 2         | 0        | 0    | —          | —          | 28       | 2        |
| Valencia B | 2016–17  | Segunda División B | 9         | 1         | 0        | 0    | —          | —          | 9        | 1        |
| Valencia B | Összesen | Összesen           | 39        | 3         | 0        | 0    | 0          | 0          | 39       | 3        |
| Valencia   | 2016–17  | La Liga            | 23        | 3         | 3        | 0    | —          | —          | 26       | 3        |
| Valencia   | 2017–18  | La Liga            | 33        | 1         | 4        | 0    | —          | —          | 37       | 1        |
| Valencia   | 2018–19  | La Liga            | 31        | 2         | 7        | 0    | 13         | 2          | 51       | 4        |
| Valencia   | 2019–20  | La Liga            | 28        | 2         | 4        | 0    | 5          | 1          | 37       | 3        |
| Valencia   | 2020–21  | La Liga            | 32        | 11        | 2        | 1    | —          | —          | 34       | 12       |
| Valencia   | 2021–22  | La Liga            | 32        | 11        | 6        | 1    | —          | —          | 38       | 12       |
| Valencia   | 2022–23  | La Liga            | 3         | 1         | 0        | 0    | —          | —          | 3        | 1        |
| Valencia   | Összesen | Összesen           | 182       | 31        | 26       | 2    | 18         | 3          | 226      | 36       |
| Összesen   | Összesen | Összesen           | 221       | 34        | 26       | 2    | 18         | 3          | 265      | 39       |

### A válogatottban
| Válogatott    | Év       | Pályára lépés | Gól |
| ------------- | -------- | ------------- | --- |
| Spanyolország | 2021     | 4             | 2   |
| Spanyolország | 2022     | 5             | 1   |
| Összesen      | Összesen | 9             | 3   |

#### Góljai a válogatottban
| # | Időpont             | Helyszín                             | Ellenfél   | Gólok | Eredmény | Kiírás                                     |
| - | ------------------- | ------------------------------------ | ---------- | ----- | -------- | ------------------------------------------ |
| 1 | 2021. szeptember 2. | Friends Arena, Solna, Svédország     | Svédország | 1–0   | 1–2      | 2022-es VB-selejtező                       |
| 2 | 2021. szeptember 5. | Nuevo Vivero, Badajoz, Spanyolország | Grúzia     | 2–0   | 4–0      | 2022-es VB-selejtező                       |
| 3 | 2022. június 10.    | La Rosaleda, Málaga, Spanyolország   | Csehország | 1–0   | 2–0      | 2022–2023-as UEFA Nemzetek Ligája (A liga) |

## Sikerei, díjai

### Klubcsapatokban
Valencia
- Copa del Rey
  - Győztes (1): 2018–19

### A válogatottban
Spanyolország U21
- U21-es labdarúgó-Európa-bajnokság
  - Győztes (1): 2019

Spanyolország U23
- Nyári olimpiai játékok – Labdarúgás
  - Ezüstérmes (1): 2020